# Podčrtaj
Podčrtáj ( _ ) je tipografski znak, ki se je izvirno pojavil na pisalnih strojih, in je služil za podčrtovanje besed. Na pisalnem stroju se je najprej napisala beseda, nato se je glava stroja vrnila na začetek besede in se podčrtala s podčrtajem.
Ta znak se včasih rabi za tvorjenje vidnega presledka med nizom znakov, kjer znak za presledek ni dovoljen, npr. v računalniških datotečnih imenih, naslovih elektronskih pošt in spletnih URL-jih. Nekateri računalniški programi lahko samodejno podčrtajo besedilo, ki ga obkrožata podčrtaja: _podčrtano_ bo npr. prikazano podčrtano. Podčrtaj se za ta namen pogosto rabi v medijih, ki temeljijo na standardnem naboru znakov ASCII (elektronska pošta, IRC, takojšnje sporočanje). Kadar se podčrtaj v tem slogu rabi za poudarek, se običajno tolmači, da je ograjeno besedilo podčrtano ali prikazano ležeče (v nasprotju s krepkim, ki se ogradi z *zvezdicama*).
Podčrtaj ni enak pomišljaju, čeprav obstaja dogovor za besedila časopisnih agencij, da se rabi podčrtaj kadar so zaželeni pomišljaji, ali kadar bi bili primerni drugi nestandardni znaki, ko so npr. krogle. Za tvorjenje prostega mesta, ki se mora izpolniti, se lahko rabi niz podčrtajev (npr. _________). Včasih se rabi tudi za tvorjenje vodoravne črte, če ni na voljo drugačne poti. V podobne namene velikokrat služijo tudi vezaji in pomišljaji.
Desetiška vrednost ASCII za ta znak je 95, šestnajstiška pa 0x5F. Na standardni slovenski tipkovnici je podčrtaj zgornji znak nad vezajem na tipki desno od tipke za piko in dvopičje, ter levo od desne dvigalke. Na standardni ameriški in angleški tipkovnici 101/102 je njuna tipka desno od tipke za 0 in zaklepaj.
Podčrtaj se v nekaterih afriških in ameriških domorodnih jezikih rabi kot diakritični znak, kjer se kombinira s podčrtanjem.

## Raba v računalništvu
V programih poljubne pomembne velikosti obstaja potreba po opisnih (in zaradi tega mnogobesednih) identifikatorjih, kot sta npr. »previous balance« ali »end of file«. Običajno presledki znotraj identifikatorjev niso dovoljeni, saj so obravnavani kot razmejevalni znaki med posameznimi znaki. Pisanje besed skupaj, kot npr. »endoffile«, ni v redu, saj imena velikokrat postanejo neberljiva. Zaradi tega je bil v programskem jeziku COBOL dovoljen vezaj (»-«) za rabo med besedami sestavljenih identifikatorjev, kot npr. »END-OF-FILE«. 
Večina programskih jezikov sicer obravnava vezaj kot operator odštevanja in ga ne dovoli v imenu identifikatorjev. Običajni nabor znakov luknjane kartice tedaj ni imel majhnih črk ali posebnih znakov, ki bi bili primerni za ločevanje besed v identifikatorjih. V poznih 1960-tih so uvedli standard nabora znakov ASCII, ki je omogočil tvorcem jezika C, da so privzeli znak za podčrtaj »_« za spajanje besed. Sestavljene besede s podrčtajem, kot npr. »end_of_file«, še vedno prevladujejo v C-jevskih programih in knjižnicah.

## Izražanje spolne nebinarnosti
V slovenščini in drugih jezikih, v katerih je slovnični spol v jeziku izrazit, npr. v drugih slovanskih jezikih in nemščini, podčrtaj nekateri uporabljajo za vključitev nebinarnih spolnih identitet, npr.
- Obiskovalke_ci so se udeležile_i izleta.
- Povabili_e so ga_jo k sodelovanju.

Za krajšanje moških in ženskih oblik se sicer ustaljeno rabijo tudi poševnica (pisatelj/ica), poševnica z vezajem (pisatelj/-ica), oklepaj z vezajem (rojen(-a)), oklepaj (rojen(a)) ali vezaj (stanujoč-a), vendar ti zapisi sovsebljajo spolsko binarnost moški – ženska in izključuje spole izven normativnega spolnega binarizma. Podčrtaj (pisatelj_ica) naj bi tak spolni binarizem presegal in odpiral prostor za vse spolne končnice, ki (še) niso slovnično normirane oziroma vključene v formalizirani kod.
Tak način je omejen le na pisno sporazumevanje. Pri uporabi spolskih oblik s podčrtajem opažamo nekaj omahovanj v zapisu, in sicer:
- kakšno naj bo zaporedje navajanja moških in ženskih oblik (zdravnik_ca ali zdravnica_k),
- kaj navesti za podčrtajem (celotno obrazilo ‑ica ali le -ca).[2]

Zapis s podčrtajem kot neustrezen zavrača Saška Štumberger. 
Nekateri predlagajo drugačne nebinarne zapise, na primer z zvezdico ali piko namesto podčrtaja. Zlasti zapis s piko naj bi manj motil berljivost besedila.